# 지채문
지채문(智蔡文, ?~1026년)은 고려의 무신이다. 중랑장(中郎將)으로서 거란의 침입을 방어하고 현종을 호종하여 상장군 우복야(右僕射)에 오르고, 1등공신으로 추록되었다.

## 생애

### 거란의 2차 침입 방어
1010년(현종 1) 거란이 침입했을 때 중랑장(中郎將)으로서 하공진과 유종과 함께 화주(和州)의 방비를 맡았다. 같은 해 하공진과 유종이 조공하러온 여진족 추장 일행 95명을 몰살시키는 사건이 일어났다. 여진이 이를 억울하게 여겨 거란의 요나라에 강조의 정변을 알리며 원한을 갚아줄 것을 호소하였고 그에 따라 요 성종은 여진의 협력을 약속받고“고려의 강조가 임금 송(誦)을 시해하고 순(詢)을 임금으로 세워 대역하였으니 마땅히 군사를 일으켜서 죄를 물어야 하겠다." 라며 침입해 왔다.
요군이 서경으로 임박하자 지채문과 탁사정은 서경을 방비하였다. 지채문은 탁사정과 합류하여 서경으로 향할 예정이었으나 서경이 요나라에 항복하기로 하였다는 소식을 듣고 단독으로 서경으로 진군하였으나 서경은 성문을 닫고 열어주지 않았다. 이에 최창이 상문 밖에서 분대어사 조자기(曹子奇)를 불러 겨우 입성하였다. 서경에 입성한 지채문은 서경유수 원종석을 만나 항복을 철회할 것을 설득하였으나 실패하여 최창과 상의하여 독단으로 일을 돌이킬 수 없도록 요나라 사신단을 살해하고 그들이 소지하고 있던 항복문서를 없앴다. 그러나 여론은 변하지 않았다. 이때 고려의 국왕인 현종 마저 요 성종에게 표를 올려 항복할 뜻을 전했다. 그리하여 지채문은 서경 밖으로 쫓겨났으며 서경 수비군 중에서는 대장군 정충절 만이 그를 따랐다.
현종의 항복 표문을 받은 요 성종은 거란인을 새로운 서경유수로 임명하고 1천명의 호위를 붙여 서경으로 보냈다. 그러나 동북계도순검사 탁사정이 대군을 이끌고 서경에 도착하여 서경을 장악했다. 때마침 요 성종이 보낸 서경유수 올름이 서경에 도착하였는데 탁사정은 성문이 열리기를 기다리는 요 성종이 임명한 서경부유수 한기를 갑자기 습격하여 이들을 괴멸시켰다. 요 성종은 노하여 선발대를 보내 서경을 공략하였으나 지채문이 이를 요격하여 격파하였다. 그러나 곧 요 성종의 본대가 도착하자 고려군을 패퇴하였고 서경은 포위되었다.
탁사정은 백전노장 대도수와 상의하여 대도수는 동문으로 출격하여 요군의 측면을 혼란시키면 탁사정은 서문으로 나아가 요군의 후방을 기습하는 계획을 세웠다. 대도수는 기꺼이 임무를 맡았으나 실제 전투에서 탁사정은 성문이 열리자 마자 도주해버렸고 대도수는 사로잡혔다.

### 현종 호종
동북면도순검사 탁사정(卓思政)과 합세해 서경에 들어가 거란군을 물리쳤으나 계속되는 거란군의 공격으로 서경이 포위되자 개경으로 빠져 나와 서경의 전황을 알렸다. 왕이 남행(南行)할 때 이부시랑(吏部侍郎) 채충순(蔡忠順) 등과 금군(禁軍) 50여 명을 거느리고 왕을 호종하였다.
적성현(積城縣) 단조역(丹棗驛)에 이르렀을 때 무졸(武卒) 견영(堅英)이 역인(驛人)과 더불어 행궁(行宮)을 범하려고 하는 것을 저지하였다. 창화현(昌化縣)에서는 현리(縣吏)가 난을 일으키자 채충순·주저(周佇) 등과 함께 왕을 피신시켰다. 이듬 해 광주(廣州)에서는 길이 어긋난 왕후를 요탄역(饒呑驛)에서 찾았다. 이어 양성(陽城)을 지나 여양현(礪陽縣)에 이르렀을 때, 왕에게 현안지(玄安之) 등 16명에게 중윤(中尹)을 제수하도록 해 민심을 수습하도록 하였다. 삼례(參禮)에서는 전주절도사 조용겸(趙容謙)이 왕을 전주에 모셔 놓고 호령을 하자, 여러 무장들이 이를 죽이려 하는 것을 중지시키고 전주로 돌려보냈다. 여러 차례 현종의 신변을 보호하면서 나주까지 무사히 호종하였다. 이듬 해 거란이 물러난 뒤 공주에서 호종의 공으로 전 30결을 받았다.
1016년(현종 7년) 우상시(右常侍)를 겸했고, 1026년(현종 17년)에 상장군 우복야(右僕射)에 올랐다.

## 사후
1031년(덕종 즉위년) 현종 때 남행을 호종한 공으로 1등공신으로 추록되었다.
덕종이 즉위하자 이러한 조서를 내렸다.
| “ | 고 상장군(上將軍)·좌복야(左僕射) 지채문은 선왕께서 남쪽으로 파천하셨을 때 홀로 충절을 온전히 지켜 으뜸가는 공훈을 세웠으니 이제 그 공훈을 조목별로 기록하여 후세 사람들에게 권장하노라. | ” |

## 가족
- 아들 : 지맹(智猛)
  - 손자 : 지우(智祐)
    - 증손자 : 지숙연(智淑延)
    - 증손자 : 지총연(智寵延)
    - 증손자 : 지녹연(智祿延)

## 대중 문화
영상 매체에서 지채문을 연기한 배우는 다음과 같다.
- 전승빈: 텔레비전 드라마 《천추태후》 (KBS, 2009년~2009년)
- 한재영: 텔레비전 드라마 《고려거란전쟁》 (KBS, 2023년~2024년)